# Audytorium Manna

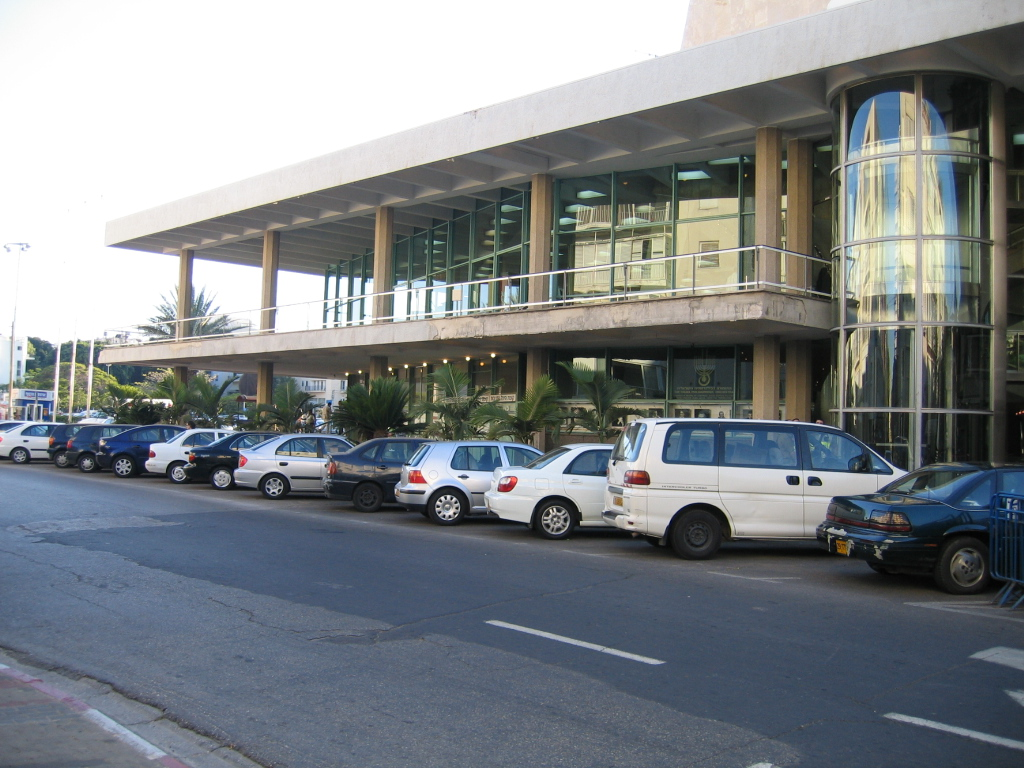
Audytorium Manna

Audytorium Manna (hebr. היכל התרבות, Heichal Hatarbut) – największa sala koncertowa w Tel Awiwie, w Izraelu. Jest siedzibą Filharmonii Izraela.

## Położenie
Audytorium jest położone na placu Orkiestry u zbiegu ulic Dizengoffa i Sederot Hen, w dzielnicy Centrum Tel Awiwu w Tel Awiwie.

## Historia
Budynek został zaprojektowany w 1952 przez architektów Dov Karmi, Zeeva Rechtera i Jaakova Rechtera. Budowa rozpoczęła się w 1953 i trwała przez cztery lata. Uroczystość otwarcia audytorium odbyła się 1 października 1957. Inauguracyjny koncert poprowadził Leonard Bernstein, a wystąpił pianista Artur Rubinstein.
W 2006 rozpoczęto rozległe prace renowacyjne audytorium.

## Architektura
Budynek zaprojektowano w stylu międzynarodowym, dominującym w tym okresie w Tel Awiwie. Wchodzi on w skład  architektonicznego zespołu miejskiego Białego Miasta Tel Awiwu, który został umieszczony w 2003 na Liście światowego dziedzictwa UNESCO, jako największe na świecie skupisko budynków modernistycznych. Został on stworzony w latach 30. XX wieku przez pochodzących z Niemiec żydowskich architektów, którzy kształcili się na uczelni artystycznej Bauhaus, gdzie powstał styl architektoniczny nazywany modernizmem. Niektórzy z tych architektów, w tym Arje Szaron, przyjechali do Palestyny i przystosowali poglądy modernizmu do lokalnych warunków, tworząc w Tel Awiwie największe na świecie skupisko budynków wybudowanych w tym stylu.
Audytorium ma widownię na 2760 osób i jest największą salą koncertową w Izraelu.

## Działalność
Audytorium jest siedzibą Filharmonii Izraela. W sali koncertowej odbywały się występy najsłynniejszych orkiestr z całego świata, takich jak Berliner Philharmoniker, London Symphony Orchestra, Filharmonia Nowojorska i Filadelfia Orkiestra. Występowali tu  m.in. soliści: Leonard Bernstein, Itzhak Perlman, Yehudi Menuhin, Daniel Barenboim, Isaac Stern, Artur Rubinstein.
Oprócz koncertów muzyki poważnej w audytorium odbyło się wiele występów najsłynniejszych izraelskich zespołów i wokalistów muzyki pop oraz rocka – Szelomo Arci, Sarit Hadad, Eyal i Rita Golan.